# Louis Dentzel
Baron Jean-Chrétien Louis Dentzel (* 6. Mai 1786 in Landau; † 3. September 1829 bei Vonitsa, Griechenland) war ein französischer Offizier, der während der griechischen Revolution als Generalmajor die griechische Westarmee führte.
Louis Dentzel, Sohn des Landauer Pfarrers und späteren französischen Offiziers Georg Friedrich Dentzel, besuchte von 1804 bis 1805 die École spéciale militaire in Fontainebleau. Als französischer Offizier wurde er von 1805 bis 1807 im Dritten und im Vierten Koalitionskrieg und von 1809 bis 1812 in den napoleonischen Kriege auf der Iberischen Halbinsel eingesetzt. 1814, am Ende der Herrschaft Napoleons, hatte er den Dienstgrad Lieutenant-colonel der Kavallerie erreicht.
Mit der Wiedereinsetzung der Bourbonen wurde Dentzel – anders als sein Vater – mit Halbsold und ohne Zuordnung zu einem Regiment faktisch aus dem Militärdienst entlassen. Als Anhänger der Republik wurde er Mitglied im Geheimbund der Charbonnerie; eine von der Staatsanwaltschaft vermutete Beteiligung an der „Verschwörung des Bazar français“ vom 19. August 1820 konnte ihm nicht nachgewiesen werden. 1822 wurde er wegen einer weiteren Verschwörung zu vier Monaten Haft verurteilt.
1826 oder 1827 schloss sich der Philhellene Dentzel ohne Wissen seiner Familie als Offizier der griechischen Revolutionsarmee an. Am 3. September 1829 starb er bei Vonitsa als Generalmajor der griechischen Westarmee; zu diesem Zeitpunkt war der unverheiratete und kinderlose Vermisste in Frankreich bereits für tot erklärt worden. 